# 清澈湖
34°28′N 81°47′E / 34.467°N 81.783°E
清澈湖位于中国西藏自治区西部阿里地区日土县境内，地处日土县东北部，骆驼湖西部，湖面海拔5104米，面积57平方公里。为一干盐湖，没有湖表卤水，有石盐、芒硝、无水芒硝沉积。 